# جزیره کری
جزیره کری (به مالزیایی: Pulau Carey) جزیره‌ای در ساحل غربی ایالت سلانگور، مالزی است. این ایالت به سکونت اقوام بومی ماه مری و صورتک‌های چوبی آن‌ها معروف است.
این جزیره، برای غذاهای دریایی خود مانند خرچنگ، میگو و ماهی‌های مختلف مشهور است همچنین، این جزیره دارای مزارع نخل روغنی می‌باشد. این جزیره زادگاه و محل سکونت قبایلی به نام ماه مری می‌باشد که از قبایل قدیمی و سنتی مالزی محسوب می‌شوند. جدا از نمایش رقص‌های سنتی و موسیقی آنها، مری ماه‌ها مخصوصاً برای مجسمه‌های منحصربه‌فرد خود شناخته شده‌اند،
این مجسمه‌ها از یک نوع چوب جنگل باتلاقی به نام "Nyireh Batu" در ساخته می‌شوند. هدف قبیله از ساختن این مجسمه‌ها، حفظ و انتقال افسانه‌های نیاکان خود می‌باشد. جزیره کری دارای طبیعتی منحصربه‌فرد و شگفت‌انگیز می‌باشد که هر ساله، تعداد بیشماری از توریست‌ها و بازدید کنندگان را به سوی خود جلب می‌کند.